# Masacre de la Penitenciaría de Guayaquil de noviembre de 2021
La Masacre de la Penitenciaría de Guayaquil de noviembre de 2021 fue una matanza de reclusos ocurrida durante la noche del 12 y la madrugada del 13 de noviembre de 2021 en la Penitenciaría del Litoral, ubicada en la ciudad de Guayaquil, Ecuador. La masacre dejó un saldo de 65 reclusos asesinados y alrededor de 44 heridos y ocurrió menos de dos meses después de la Masacre de la Penitenciaría de Guayaquil de septiembre de 2021, que había dejado 119 muertos en el mismo centro carcelario. El hecho se produjo en el contexto de la lucha de poder entre bandas criminales al interior de la prisión.
La matanza tuvo lugar en el pabellón 2 y en el área transitoria de la penitenciaría. Debido a que en el área transitoria se produjeron la mayoría de asesinatos y que este es el sitio al que llegan nuevos detenidos o personas que han cometido delitos menores, muchas de las víctimas no tenían relación alguna con las bandas al interior de la cárcel y entre ellas se encontraban personas detenidas por deudas de pensiones alimenticias y por violar el toque de queda impuesto por la pandemia de COVID-19. Entre los asesinados también estuvo el activista por los derechos de la naturaleza Víctor Guaillas, quien había sido detenido por participar en las Manifestaciones de octubre de 2019 en contra de las políticas del expresidente Lenín Moreno y que esperaba su audiencia de apelación, que iba a tener lugar en enero de 2022.

## Antecedentes
La masacre se produjo como parte de la lucha de poder entre la banda Los Choneros y varias otras, entre ellas Los Tiguerones y los Chonekiller, que antes formaban parte de la misma, pero que, a raíz del asesinato el 29 de diciembre de 2020 de su líder, Jorge Luis Zambrano, empezaron a disputarse el control de la organización en una serie de enfrentamientos. El más sangriento de ellos tuvo lugar el 29 de septiembre de 2021 en la misma Penitenciaría del Litoral, con un saldo de 119 reclusos asesinados. Producto de la masacre de septiembre, el presidente Guillermo Lasso declaró el estado de emergencia a nivel nacional por la crisis en las cárceles, pero la violencia dentro de las mismas no disminuyó.
De acuerdo a la comandante nacional de la Policía de Ecuador, Tannya Varela, la masacre podría haberse producido como consecuencia de la salida en libertad de Álex Villamar Salazar, uno de los líderes de la banda criminal Los Tiguerones y quien controlaba el pabellón 8 de la Penitenciaría. La banda de los Chonekiller, quienes son aliados de los Tiguerones, controlaba el pabellón 2, que fue uno de los sitios donde se produjo la masacre.
Según versiones de algunos reclusos de la penitenciaría, desde días antes de la masacre ya se había esparcido el rumor de que el pabellón 2 y el área transitoria serían atacados. Otro indicio tuvo lugar la madrugada del mismo 12 de noviembre, cuando la policía capturó a tres reclusos que habían escapado de la penitenciaría y que intentaban reingresar con dos fusiles, cinco pistolas, tres granadas, centenares de municiones y tacos de dinamita.

## Desarrollo
Los incidentes iniciaron a las 7 de la noche, cuando reclusos de los pabellones 3, 6 y 12, que se encuentran bajo el control de los líderes de Los Choneros, atacaron el pabellón 2, controlado por la banda Chonekiller y que alberga alrededor de 700 personas. A partir de las 9 de la noche, varios detenidos del pabellón 2 empezaron a comunicarse mediante celulares con personas del exterior para pedir auxilio y solicitar la intervención de la policía. Uno de los reclusos inició una transmisión en vivo por medio de Facebook en la que se escucharon cientos de detonaciones por parte de los atacantes en su intento de irrumpir en el pabellón. La transmisión duró más de dos horas y finalizó en el momento en que los miembros de Los Choneros lograron ingresar. Además de armas de fuego, los atacantes realizaron detonaciones con dinamita para crear agujeros y lograr atravesar paredes. Adicionalmente, destruyeron el sistema eléctrico y quemaron colchones para intentar asfixiar a los reclusos del pabellón.
Mientras los reclusos del pabellón 3 centraban sus ataques contra el 2, reos de los otros pabellones atacaron el área transitoria de la penitenciaría, que es el sitio donde llegan personas que acaban de ser apresadas o que han cometido delitos menores, entre ellos atrasos en el pago de pensiones alimenticias, deudas y delitos de tránsito. El área transitoria, que no había sido atacada en ninguna de las masacres anteriores, terminó siendo el lugar en el que se produjeron la mayor cantidad de asesinatos.
Los víctimas fueron asesinadas con armas de fuego y machetes. Hubo al menos un reo decapitado, mientras otros fueron incinerados, como se divulgó en un video a través de redes sociales en que se observaba a reos prendiendo fuego a un grupo de cadáveres. Entre las víctimas se encontró una mujer transgénero que había sido recluida en la cárcel de varones, a pesar de haber tenido que estar en la de mujeres, según el Protocolo de Atención Prioritaria a Población LGBTI+ para las Personas Privadas de Libertad. También fue asesinado el comunero Víctor Guaillas, un líder social y activista por los derechos del agua y de la naturaleza que tenía una discapacidad auditiva y que había sido acusado de sabotaje por participar en las Manifestaciones de octubre de 2019 en contra de las políticas del gobierno del expresidente Lenín Moreno. Guaillas permanecía con prisión preventiva a pesar de no contar con una sentencia en firme y esperaba la audiencia de apelación, programada para el 4 de enero de 2022.
Durante las horas en que se desarrollaba la masacre, el presidente Guillermo Lasso y el gobernador provincial Pablo Arosemena Marriott se encontraban en una cena de gala en honor al aniversario del Cuerpo de Infantería de Marina de los Estados Unidos, hecho que generó una lluvia de críticas en redes sociales contra el gobierno, y en particular contra el presidente, bajo acusaciones de indolencia.

### Respuesta de la policía
La policía intentó ingresar a la penitenciaría a partir de las nueve y media de la noche del 12 de noviembre, pero se retiraron al descubrir la presencia de reclusos con armas cortas, largas y explosivos, por lo que durante las horas siguientes se limitaron a lanzar gas lacrimógeno contra ellos. La policía continuó evaluando la situación al interior de la cárcel por medio de drones, lo que les permitió observar que centenares de reos armados deambulaban en el área que separa los distintos pabellones, además de escuchar detonaciones, explosiones y gritos pidiendo auxilio. Al ser cuestionados sobre las razones por las que tardaron horas antes de ingresar, la comandante general de la policía, Tannya Varela, afirmó que había «falta de condiciones» para poder entrar y que hacerlo habría significado una mayor cantidad de muertos, dado que existía un 90% de probabilidades de que se presentaran bajas policiales.
Miembros de las fuerzas del orden finalmente entraron al centro carcelario a las 2:20 de la mañana del 13 de noviembre, siete horas después de que iniciaran los disturbios. Debido a la falta de luz ocasionada por los daños al sistema eléctrico y al alto número de reos que habían salido de sus pabellones, la policía no se percató de que el área transitoria también estaba siendo atacada, por lo que se centraron en defender a los reclusos del pabellón 2 y de este modo los reos que atacaban el área transitoria ganaron tiempo para continuar con la masacre. Una vez que el ataque contra el pabellón 2 se detuvo, la policía realizó una requisa en la que decomisaron 10 tacos de dinamita, dos pistolas y un fusil.
Hacia las 7 de la mañana la situación se había calmado y miembros de criminalística lograron ingresar para retirar los cadáveres. Sin embargo, horas después se registraron nuevos reportes de enfrentamientos entre reclusos en las instalaciones de la prisión.

## Reacciones y consecuencias

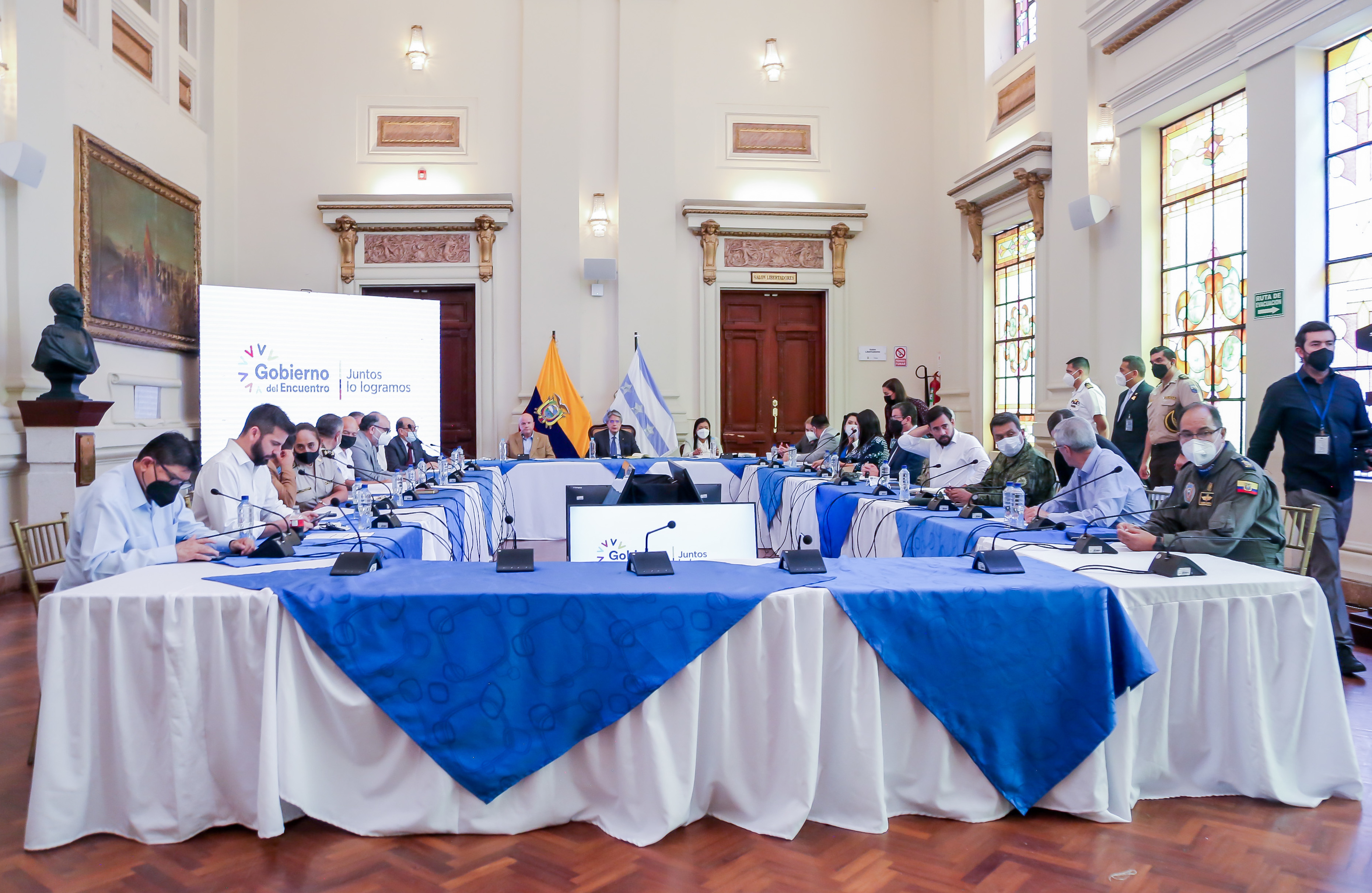
Autoridades de Ecuador reunidas tras la Masacre de la Penitenciaría de Guayaquil, 15 de noviembre de 2021.

El presidente Guillermo Lasso envió sus condolencias a los familiares de las víctimas de la masacre en un mensaje publicado el 13 de noviembre en la red social Twitter. Además, criticó a la Corte Constitucional por dictaminar que las fuerzas armadas debían limitar su actuar al perímetro externo de los centros carcelarios. La Corte respondió al día siguiente con un mensaje en que rechazó las declaraciones del presidente y lo criticó por intentar evadir sus responsabilides en lo que respecta a seguridad ciudadana.
Como muestra de solidaridad con las víctimas de la masacre, los reclusos de la Cárcel de Latacunga, en Cotopaxi, y de Turi, en Azuay, se negaron a ingerir alimentos el 13 de noviembre.
El domingo 14 de noviembre, la Policía de Ecuador aseveró que, hasta el momento, se habían identificado los cuerpos de 34 de las víctimas y que se había restablecido el orden en la cárcel gracias a un operativo en que participaron 900 policías. A la mañana siguiente, las fuerzas armadas ingresaron a la penitenciaría al mando de tanquetas. Horas más tarde, el director encargador del SNAI, Fausto Cobo, aseveró que con la ayuda de los militares habían podido recuperar el control del perímetro interno y del área que separa a los pabellones de la penitenciaría. Afirmó además que habían ingresado a un pabellón y rescatado a tres reclusos secuestrados, pero que aún no habían logrado controlar todos los pabellones.
En un mensaje a la nación transmitido por cadena nacional la noche del 15 de noviembre, el presidente Lasso anunció una serie de medidas para enfrentar la crisis carcelaria del país. Entre los puntos que mencionó se encontraba el inicio de un proceso de pacificación de las cárceles por medio de diálogos, la presentación de un proyecto de ley de seguridad ciudadana ante la Asamblea Nacional y la emisión de indultos a personas detenidas que sufran enfermedades catastróficas.
Varias entidades y organizaciones se pronunciaron en particular sobre el asesinato de Víctor Guaillas. La secretaria nacional de derechos humanos, Bernarda Ordóñez, confirmó el fallecimiento de Guaillas, además de dar su condolencia a sus familiares y exigir que se tomen medidas adecuadas para garantizar la seguridad de las personas detenidas. El colectivo ambientalista Yasunidos afirmó en un pronunciamiento: «La muerte de Víctor no quedará impune. Accionaremos todo lo que sea necesario para que exista verdad, justicia y reparación de lo sucedido». El hecho también fue denunciado por la Confederación de Nacionalidades Indígenas del Ecuador (CONAIE), que responsabilizó al Estado por el crimen.